# Ciutat Meridiana metróállomás
Ciutat Meridiana egyike a Spanyolországban található barcelonai metró metróállomásainak.

## Metróvonalak
Az állomást az alábbi metróvonalak érintik:
- 11-es metróvonal

## Kapcsolódó állomások
Az állomáshoz az alábbi állomások vannak a legközelebb:
- Torre Baró-Vallbona (Trinitat Nova, 11-es metróvonal)
- Can Cuiàs (Can Cuiàs, 11-es metróvonal)